# Fosfodiesterasa 10
La fosfodiesterasa 10 HGNC PDE10A  (EC 3.1.4.17) es una enzima que cataliza la reacción de hidrólisis del fosfato cíclico del adenosín monofosfato cíclico (cAMP) y del guanosín monofosfato cíclico (cGMP), que son reguladores clave de muchos procesos fisiológicos importantes. La PDE10A tiene más afinidad y es más eficiente con el cAMP que con el cGMP.
cAMP + H2O {\displaystyle \rightleftharpoons } AMP
cGMP + H2O {\displaystyle \rightleftharpoons } GMP
Esta enzima es uno de los 11 tipos de fosfodiesterasas cíclicas conocidos (PDE1-PDE11). En el ser humano se conoce una isozima de esta proteína (PDE10A) y dos isoformas (PDE10A1 y PDE10A2). Participa en la transducción de señales regulando la concentración intracelular de los nucleótidos cíclicos.
La enzima activa tiene estructura de homodímero. Cada subunidad se une a dos cationes metálicos divalentes cuyos sitios de unión están situados en el dominio catalítico C-terminal. El sitio 1 se une preferentemente a iones zinc, mientras que el sitio 2 tiene preferencia por los iones magnesio y/o manganeso. El dominio regulador N-terminal contiene la región de unión del nucleótido cíclico. La unión del cAMP estimula la enzima y ésta es inhibida por el dipiridamol y por la 3-isobutil-1-methilxantina (IBMX).
Su localización celular es el citoplasma. Se encuentra en abundancia en los testículos y en el putamen y núcleo caudado del cerebro. Se expresa moderadamente en la glándula tiroides, glándula pituitaria, tálamo y cerebelo.